# NGC 6764
NGC 6764 is een balkspiraalstelsel in het sterrenbeeld Zwaan. Het hemelobject werd op 4 juli 1885 ontdekt door de Amerikaanse astronoom Lewis A. Swift.

## Synoniemen
- UGC 11407
- MCG 8-35-3
- ZWG 256.7
- IRAS 19070+5051
- PGC 62806